# Kobus Vrouwes
Jacobus Matthias Nicolaas (Kobus) Vrouwes (Haarlem, 14 november 1876 – Leiden, 14 februari 1960) was een Nederlands schaatser en wielrenner. Vrouwes was een tijdgenoot van Jaap Eden en Mathieu Cordang.
Vrouwes maakte op 18-jarige leeftijd naam als schaatser. In de winter van 1894/95 won hij verschillende ereprijzen bij landelijke wedstrijden. Vanaf 1895 was hij ook als wielrenner actief. In wedstrijden over lange afstanden moest hij vaak zijn meerdere erkennen in Cordang. Vrouwes was later actief als baanwielrenner en was in het begin van de 20e eeuw als stayer achter een gangmaakmotor succesvol. Ook verdiende hij geld door het in Theater Carré op de hometrainer op te nemen tegen de Amerikaanse wielrenner Jim Walthour en tegen het renpaard Dolly Warden.
Vrouwes woonde jarenlang op een woonboot in Katwijk aan den Rijn. Hij stierf op 83-jarige leeftijd in een bejaardentehuis in Leiden en werd begraven op de Algemene Begraafplaats van Katwijk. Zijn oudere broer Cornelis Vrouwes (1866-1917) was een befaamd roeier en eveneens schaatser.